# "Oh…"
"Oh…" es el nombre de una novela francesa escrita por Philippe Djian, publicada el 22 de agosto de 2012 por la editorial Gallimard. En España la publicó la editorial Fulgencio Pimentel en febrero de 2018 con traducción de Regina López Muñoz.

## Crítica
La novela ha tenido muchos puntos de ventas en toda Francia. Además fue posicionado como uno de los mejores 25 libros que se crearon en el año 2012.

## Ediciones
- "Oh…", éditions Gallimard, 2012 ISBN 978-2070122141.
- «Oh…», Fulgencio Pimentel, 2018 2012 ISBN 978-84-16167-58-6.

## Adaptación en el cine
David Birke hizo la adaptación de la novela para llevarla al cine bajo la dirección de Paul Verhoeven. En 2016 se estrenó Elle, protagonizada por Isabelle Huppert, Laurent Lafitte y Charles Berling.